# Рожнов под Радхоштјем
Рожнов под Радхоштјем (чеш. Rožnov pod Radhoštěm) град је у Чешкој Републици, у оквиру историјске покрајине Моравске. Рожнов под Радхоштјем је град у оквиру управне јединице Злински крај, где припадају округу Всетин.

## Географија
Рожнов под Радхоштјем се налази у крајње источном делу Чешке републике. Град је удаљен од 340 км источно од главног града Прага, а од првог већег града, Остраве, 60 км јужно.
Град Рожнов под Радхоштјем је смештен у области источне Моравске. Надморска висина града је око 380 м. Град се развио у долини реке Рожновске Бечве, изнад које се издиже планина Всетински врхови.

## Историја
Подручје Рожнова под Радхоштјем било је насељено још у доба праисторије. Насеље под данашњим називом први пут се у писаним документима спомиње 1267. године као трговиште, а насеље је 1548. године добило градска права.
Године 1919. Рожнов под Радхоштјем је постао део новоосноване Чехословачке. У време комунизма град је нагло индустријализован. После осамостаљења Чешке дошло је до опадања активности тешке индустрије и до проблема са преструктурирањем привреде.

## Становништво
Рожнов под Радхоштјем данас има око 17.000 становника и последњих година број становника у граду опада. Поред Чеха у граду живе и Словаци и Роми.

## Галерија
- Поглед на Рожнов под Радхоштјем
- Масариков трг, главни у граду
- Градско читалиште
- Дворац Спољак у близини града